# Nelson Mandela Bay Stadium
Nelson Mandela Bay Stadium er et stadion i Port Elizabeth i Sydafrika, der blev bygget op til VM i fodbold 2010, som Sydafrika var vært for, men som forventes i fremtiden også at blive brugt til andre sportsgrene. Det blev indviet i 2010, og har plads til 48.459 siddende tilskuere.
Stadionet er opkaldt efter den sydafrikanske borgerrettighedsforkæmper og tidligere præsident, Nelson Mandela.

## VM i fodbold 2010
Stadionet var et af de ti, der blev udvalgt til at være vært for kampe ved VM i 2010. Her lagde det græs til fem indledende gruppekampe, én 1/8-finale, én kvartfinale samt turnerings bronzekamp.